# Danh sách di sản văn hóa Tây Ban Nha được quan tâm ở tỉnh Navarra
Danh sách di sản văn hóa Tây Ban Nha được quan tâm ở tỉnh Navarra.

## Bienes que se encuentran en varios municipios
| Tên                                                | Dạng                      | Địa điểm                                                                           | Tọa độ                                        | Số hồ sơ tham khảo? | Ngày nhận danh hiệu? | Hình ảnh                                                         |
| -------------------------------------------------- | ------------------------- | ---------------------------------------------------------------------------------- | --------------------------------------------- | ------------------- | -------------------- | ---------------------------------------------------------------- |
| Acueducto Noáin                                    | Di tích Arquitectua civil | Noáin (Valle de Elorz) - Noain (Elortzibar), Subiza (Galar) và Tajonar (Aranguren) | 42°47′05″B 1°39′25″T / 42,784587°B 1,657067°T | RI-51-0006883       | 16-03-1992           | Acueducto de Noáin · Upload image                                |
| Camino Francés                                     | Lịch sử và nghệ thuật     | Municipios del Camino                                                              |                                               | RI-53-0000035-00012 | 05-09-1962           | El Camino de Santiago por Navarra · Upload image                 |
| Sector comprendido entre Roncesvalles và Valcarlos | Địa điểm lịch sử          | Valcarlos và Roncesvalles                                                          | 43°01′49″B 1°20′26″T / 43,030226°B 1,340543°T | RI-54-0000025       | 16-08-1968           | Sector comprendido entre Roncesvalles y Valcarlos · Upload image |

## Di tích theo thành phố

### A

#### Abárzuza
| Tên                             | Dạng                                                          | Địa điểm | Tọa độ                                        | Số hồ sơ tham khảo? | Ngày nhận danh hiệu? | Hình ảnh                                           |
| ------------------------------- | ------------------------------------------------------------- | -------- | --------------------------------------------- | ------------------- | -------------------- | -------------------------------------------------- |
| Tu viện Santa María Real Iranzu | Di tích Kiến trúc tôn giáo Thời gian: Thế kỷ 12 đến Thế kỷ 17 | Abárzuza | 42°45′03″B 2°02′20″T / 42,750889°B 2,038758°T | RI-51-0000758       | 03-06-1931           | Monasterio de Santa María de Iranzu · Upload image |

#### Ablitas (Navarra)
| Tên             | Dạng                              | Địa điểm | Tọa độ                                        | Số hồ sơ tham khảo? | Ngày nhận danh hiệu? | Hình ảnh     |
| --------------- | --------------------------------- | -------- | --------------------------------------------- | ------------------- | -------------------- | ------------ |
| Lâu đài Ablitas | Di tích Kiến trúc quân sự Lâu đài | Ablitas  | 41°58′23″B 1°38′16″T / 41,972951°B 1,637708°T | RI-51-0011008       | 25-06-1985           | Upload image |

#### Allín
| Tên                                    | Dạng                                  | Địa điểm                 | Tọa độ                                        | Số hồ sơ tham khảo? | Ngày nhận danh hiệu? | Hình ảnh     |
| -------------------------------------- | ------------------------------------- | ------------------------ | --------------------------------------------- | ------------------- | -------------------- | ------------ |
| Crucero Aramendía, Ermita Santo Cristo | Di tích Kiến trúc tôn giáo Hành trình | Allín Aramendía (España) | 42°42′35″B 2°06′26″T / 42,709794°B 2,107101°T | RI-51-0009070       | 30-05-1995           | Upload image |

#### Arakil
| Tên                         | Dạng                               | Địa điểm           | Tọa độ                                       | Số hồ sơ tham khảo? | Ngày nhận danh hiệu? | Hình ảnh                                         |
| --------------------------- | ---------------------------------- | ------------------ | -------------------------------------------- | ------------------- | -------------------- | ------------------------------------------------ |
| Hórreo Nhà Bệnh viện        | Di tích                            | Araquil Ecay       |                                              | RI-51-0008226       | 24-05-1993           | Upload image                                     |
| Nhà thờ Santiago Itxasperri | Di tích Kiến trúc tôn giáo Nhà thờ | Araquil Eguiarreta | 42°55′26″B 1°51′32″T / 42,92387°B 1,858994°T | RI-51-0008293       | 26-07-1993           | Iglesia de Santiago de Itxasperri · Upload image |

#### Arce - Artzi
| Tên                      | Dạng                                              | Địa điểm       | Tọa độ                                        | Số hồ sơ tham khảo? | Ngày nhận danh hiệu? | Hình ảnh                                      |
| ------------------------ | ------------------------------------------------- | -------------- | --------------------------------------------- | ------------------- | -------------------- | --------------------------------------------- |
| Hórreo Lusarreta         | Di tích Kiến trúc dân sự Hórreo                   | Arce Lusarreta | 42°55′56″B 1°23′37″T / 42,932335°B 1,393701°T | RI-51-0008231       | 24-05-1993           | Hórreo de Lusarreta · Upload image            |
| Nhà thờ Santa María Arce | Di tích Kiến trúc tôn giáo Nhà thờ Kiểu: Románico | Arce Nagore    | 42°51′54″B 1°22′34″T / 42,864979°B 1,376174°T | RI-51-0004997       | 21-12-1983           | Iglesia de Santa María de Arce · Upload image |
| Tháp Úriz                | Di tích Kiến trúc phòng thủ Tháp                  | Arce Úriz      | 42°52′54″B 1°22′48″T / 42,881644°B 1,380112°T | RI-51-0012362       | 25-06-1985           | Upload image                                  |

#### Arellano, Navarre
| Tên           | Dạng                             | Địa điểm | Tọa độ                                       | Số hồ sơ tham khảo? | Ngày nhận danh hiệu? | Hình ảnh                         |
| ------------- | -------------------------------- | -------- | -------------------------------------------- | ------------------- | -------------------- | -------------------------------- |
| Tháp Arellano | Di tích Kiến trúc phòng thủ Tháp | Arellano | 42°36′27″B 2°02′38″T / 42,60762°B 2,043878°T | RI-51-0012352       | 25-06-1985           | Torre de Arellano · Upload image |

#### Aria, Navarre
| Tên                  | Dạng                            | Địa điểm | Tọa độ                                        | Số hồ sơ tham khảo? | Ngày nhận danh hiệu? | Hình ảnh                             |
| -------------------- | ------------------------------- | -------- | --------------------------------------------- | ------------------- | -------------------- | ------------------------------------ |
| Hórreo Nhà Apat      | Di tích Kiến trúc dân sự Hórreo | Aria     |                                               | RI-51-0008221       | 24-05-1993           | Upload image                         |
| Hórreo Nhà Etxeberri | Di tích Kiến trúc dân sự Hórreo | Aria     | 42°57′11″B 1°15′57″T / 42,953018°B 1,265907°T | RI-51-0008222       | 24-05-1993           | Hórreo Casa Etxeberri · Upload image |
| Hórreo Nhà Jamar     | Di tích Kiến trúc dân sự Hórreo | Aria     |                                               | RI-51-0008223       | 24-05-1993           | Upload image                         |
| Hórreo Nhà Jauri     | Di tích Kiến trúc dân sự Hórreo | Aria     |                                               | RI-51-0008224       | 24-05-1993           | Upload image                         |

#### Aribe
| Tên                | Dạng                            | Địa điểm | Tọa độ | Số hồ sơ tham khảo? | Ngày nhận danh hiệu? | Hình ảnh     |
| ------------------ | ------------------------------- | -------- | ------ | ------------------- | -------------------- | ------------ |
| Hórreo Nhà Domench | Di tích Kiến trúc dân sự Hórreo | Arive    |        | RI-51-0008225       | 24-05-1993           | Upload image |

#### Artajona
| Tên                               | Dạng                                    | Địa điểm | Tọa độ                                       | Số hồ sơ tham khảo? | Ngày nhận danh hiệu? | Hình ảnh                                               |
| --------------------------------- | --------------------------------------- | -------- | -------------------------------------------- | ------------------- | -------------------- | ------------------------------------------------------ |
| Quần thể Histórico Cerco Artajona | Nhóm di tích lich sử Recinto amurallado | Artajona | 42°35′19″B 1°45′48″T / 42,588651°B 1,76337°T | RI-53-0000505       | 15-02-1999           | Conjunto Histórico El Cerco de Artajona · Upload image |
| Nhà thờ San Saturnino             | Di tích Kiến trúc tôn giáo Nhà thờ      | Artajona | 42°35′29″B 1°45′55″T / 42,59137°B 1,765168°T | RI-51-0000767       | 03-06-1931           | Iglesia de San Saturnino · Upload image                |

#### Ayegui
| Tên                             | Dạng                                                                                          | Địa điểm | Tọa độ                                        | Số hồ sơ tham khảo? | Ngày nhận danh hiệu? | Hình ảnh                                           |
| ------------------------------- | --------------------------------------------------------------------------------------------- | -------- | --------------------------------------------- | ------------------- | -------------------- | -------------------------------------------------- |
| Tu viện Santa María Real Irache | Di tích Kiến trúc tôn giáo Tu viện Kiến trúc: Románico, Plateresco và Arquitectura herreriana | Ayegui   | 42°39′00″B 2°02′36″T / 42,650106°B 2,043246°T | RI-51-0000018       | 12-05-1877           | Monasterio de Santa María de Irache · Upload image |

### B

#### Baztan
| Tên                                 | Dạng                                | Địa điểm       | Tọa độ                                        | Số hồ sơ tham khảo? | Ngày nhận danh hiệu? | Hình ảnh                                               |
| ----------------------------------- | ----------------------------------- | -------------- | --------------------------------------------- | ------------------- | -------------------- | ------------------------------------------------------ |
| Cung điện Ursua                     | Di tích Kiến trúc phòng thủ Lâu đài | Baztán Arizcun | 43°10′55″B 1°28′42″T / 43,18208°B 1,478369°T  | RI-51-0012354       | 25-06-1985           | Palacio de Ursua · Upload image                        |
| Tháp Bergera                        | Di tích Kiến trúc phòng thủ         | Baztán Arizcun |                                               | RI-51-0012353       | 25-06-1985           | Upload image                                           |
| Tháp Dorrea                         | Di tích Kiến trúc phòng thủ         | Baztán Irurita | 43°07′54″B 1°32′58″T / 43,131529°B 1,549377°T | RI-51-0011009       | 25-06-1985           | Torre Dorrea · Upload image                            |
| Tháp-palacio Jauregui Zarra Arraioz | Di tích Kiến trúc phòng thủ         | Baztán Arráyoz | 43°08′35″B 1°34′06″T / 43,143184°B 1,56835°T  | RI-51-0007218       | 15-02-1993           | Torre-palacio Jauregui Zarra de Arraioz · Upload image |

#### Biurrun-Olcoz
| Tên        | Dạng                             | Địa điểm            | Tọa độ                                        | Số hồ sơ tham khảo? | Ngày nhận danh hiệu? | Hình ảnh                      |
| ---------- | -------------------------------- | ------------------- | --------------------------------------------- | ------------------- | -------------------- | ----------------------------- |
| Tháp Olcoz | Di tích Kiến trúc phòng thủ Tháp | Biurrun-Olcoz Olcoz | 42°39′56″B 1°40′55″T / 42,665652°B 1,681885°T | RI-51-0011007       | 25-06-1985           | Torre de Olcoz · Upload image |

### C

#### Cabanillas
| Tên                                            | Dạng                               | Địa điểm   | Tọa độ                                        | Số hồ sơ tham khảo? | Ngày nhận danh hiệu? | Hình ảnh     |
| ---------------------------------------------- | ---------------------------------- | ---------- | --------------------------------------------- | ------------------- | -------------------- | ------------ |
| Nhà thờ Parroquial San Juan Jerusalén          | Di tích Kiến trúc tôn giáo Nhà thờ | Cabanillas | 42°01′46″B 1°31′17″T / 42,029443°B 1,521456°T | RI-51-0004956       | 13-10-1983           | Upload image |
| Trujal antiguo paraje Belver hay "De Marquesa" | Di tích                            | Cabanillas |                                               | RI-51-0011556       | 05-06-2006           | Upload image |

#### Carcastillo
| Tên                     | Dạng                                                          | Địa điểm    | Tọa độ                                        | Số hồ sơ tham khảo? | Ngày nhận danh hiệu? | Hình ảnh                                                             |
| ----------------------- | ------------------------------------------------------------- | ----------- | --------------------------------------------- | ------------------- | -------------------- | -------------------------------------------------------------------- |
| Tu viện Oliva (Navarra) | Di tích Aruitectura religiosa Tu viện Kiểu: Arte cisterciense | Carcastillo | 42°22′18″B 1°28′00″T / 42,371678°B 1,466532°T | RI-51-0000026       | 24-04-1880           | Ex-monasterio Cisterciense de Santa María de la Oliva · Upload image |

#### Cizur
| Tên                                           | Dạng                                                      | Địa điểm                           | Tọa độ                                        | Số hồ sơ tham khảo? | Ngày nhận danh hiệu? | Hình ảnh                                         |
| --------------------------------------------- | --------------------------------------------------------- | ---------------------------------- | --------------------------------------------- | ------------------- | -------------------- | ------------------------------------------------ |
| Nhà thờ Sanjuanistas                          | Di tích Kiến trúc tôn giáo Nhà thờ                        | Cendea de Cizur Cizur Menor        | 42°47′19″B 1°40′28″T / 42,788664°B 1,674361°T | RI-51-0003884       | 22-06-1972           | Iglesia de los Sanjuanistas · Upload image       |
| Nhà thờ Nuestra Señora Purificación (Gazólaz) | Di tích Kiến trúc tôn giáo Nhà thờ Kiểu: Románico         | Cendea de Cizur Gazólaz            | 42°47′30″B 1°43′04″T / 42,791639°B 1,717889°T | RI-51-0000765       | 03-06-1931           | Iglesia de Santa María de Gazólaz · Upload image |
| Cung điện Guenduláin                          | Di tích Kiến trúc quân sự Lâu đài Tình trạng: Đang đổ nát | Cendea de Cizur Guenduláin (Cizur) | 42°45′46″B 1°42′55″T / 42,762754°B 1,715158°T | RI-51-0011319       |                      | Palacio de Guenduláin · Upload image             |

#### Cendea de Olza
| Tên             | Dạng                              | Địa điểm               | Tọa độ                                        | Số hồ sơ tham khảo? | Ngày nhận danh hiệu? | Hình ảnh                           |
| --------------- | --------------------------------- | ---------------------- | --------------------------------------------- | ------------------- | -------------------- | ---------------------------------- |
| Lâu đài Arazuri | Di tích Kiến trúc quân sự Lâu đài | Cendea de Olza Arazuri | 42°48′52″B 1°43′05″T / 42,814418°B 1,718123°T | RI-51-0003782       | 06-10-1966           | Castillo de Arazuri · Upload image |

#### Cintruénigo
| Tên           | Dạng                               | Địa điểm    | Tọa độ | Số hồ sơ tham khảo? | Ngày nhận danh hiệu? | Hình ảnh     |
| ------------- | ---------------------------------- | ----------- | ------ | ------------------- | -------------------- | ------------ |
| Nhà Navascués | Di tích Kiến trúc dân sự Cung điện | Cintruénigo |        | RI-51-0008806       | 22-05-1995           | Upload image |

#### Cirauqui
| Tên                               | Dạng        | Địa điểm | Tọa độ                                       | Số hồ sơ tham khảo? | Ngày nhận danh hiệu? | Hình ảnh                                           |
| --------------------------------- | ----------- | -------- | -------------------------------------------- | ------------------- | -------------------- | -------------------------------------------------- |
| Puente và Calzada Romana Cirauqui | Di tích Cầu | Cirauqui | 42°40′38″B 1°53′42″T / 42,67722°B 1,895022°T | RI-51-0006904       | 11-02-1992           | Puente y Calzada Romana de Cirauqui · Upload image |

#### Corella, Navarre
| Tên                                 | Dạng                               | Địa điểm | Tọa độ                                        | Số hồ sơ tham khảo? | Ngày nhận danh hiệu? | Hình ảnh                                            |
| ----------------------------------- | ---------------------------------- | -------- | --------------------------------------------- | ------------------- | -------------------- | --------------------------------------------------- |
| Nhà Bảo tàng Arrese                 | Di tích Kiến trúc dân sự           | Corella  | 42°06′50″B 1°47′15″T / 42,113761°B 1,787392°T | RI-51-0006961       | 26-07-1993           | Casa Museo de Arrese · Upload image                 |
| Mausoleo Thápcilla                  | Khu khảo cổ Di tích La Mã Mausoleo | Corella  |                                               | RI-55-0000555       | 21-04-1997           | Upload image                                        |
| Bảo tàng Encarnación hay Arte Sacro | Di tích Kiến trúc dân sự           | Corella  | 42°06′48″B 1°47′15″T / 42,113276°B 1,787515°T | RI-51-0006960       | 02-03-1992           | Museo de la Encarnación o Arte Sacro · Upload image |

#### Cortes, Navarre
| Tên                         | Dạng                              | Địa điểm | Tọa độ                                        | Số hồ sơ tham khảo? | Ngày nhận danh hiệu? | Hình ảnh                          |
| --------------------------- | --------------------------------- | -------- | --------------------------------------------- | ------------------- | -------------------- | --------------------------------- |
| Cortes (Navarra)#Monumentos | Di tích Kiến trúc quân sự Lâu đài | Cortes   | 41°55′22″B 1°25′23″T / 41,922731°B 1,423017°T | RI-51-0007018       | 01-02-1993           | Castillo de Cortes · Upload image |

### D

#### Donamaria
| Tên                      | Dạng                      | Địa điểm  | Tọa độ                                       | Số hồ sơ tham khảo? | Ngày nhận danh hiệu? | Hình ảnh                                    |
| ------------------------ | ------------------------- | --------- | -------------------------------------------- | ------------------- | -------------------- | ------------------------------------------- |
| Tháp Jaureguía Donamaría | Di tích Kiến trúc quân sự | Donamaría | 43°06′44″B 1°40′30″T / 43,112121°B 1,67513°T | RI-51-0007236       | 15-02-1993           | Torre Jaureguía de Donamaría · Upload image |

### E

#### Estella - Lizarra
| Tên                                     | Dạng                                                                        | Địa điểm | Tọa độ                                        | Số hồ sơ tham khảo? | Ngày nhận danh hiệu? | Hình ảnh                                                        |
| --------------------------------------- | --------------------------------------------------------------------------- | -------- | --------------------------------------------- | ------------------- | -------------------- | --------------------------------------------------------------- |
| Quần thể Histórico Barrio San Pedro Rúa | Khu phức hợp lịch sử                                                        | Estella  | 42°40′09″B 2°01′46″T / 42,669159°B 2,029449°T | RI-53-0000027       | 23-11-1956           | Conjunto Histórico Barrio de San Pedro de la Rúa · Upload image |
| Estella - Lizarra                       | Khu phức hợp lịch sử                                                        | Estella  | 42°40′19″B 2°01′54″T / 42,671988°B 2,031636°T | RI-53-0000534       | 29-04-2002           | Conjunto Histórico de Estella · Upload image                    |
| Nhà thờ San Miguel (Estella)            | Di tích Kiến trúc tôn giáo Nhà thờ                                          | Estella  | 42°40′15″B 2°01′42″T / 42,670781°B 2,028322°T | RI-51-0000762       | 03-06-1931           | Iglesia de San Miguel · Upload image                            |
| Nhà thờ San Pedro Rúa (Estella)         | Di tích Kiến trúc tôn giáo Nhà thờ                                          | Estella  | 42°40′08″B 2°01′46″T / 42,668786°B 2,029393°T | RI-51-0000761       | 03-06-1931           | Iglesia de San Pedro de la Rúa · Upload image                   |
| Nhà thờ Santa María Jus Lâu đài         | Di tích Kiến trúc tôn giáo Nhà thờ Kiến trúc: Románico và Kiến trúc Baroque | Estella  | 42°40′07″B 2°01′37″T / 42,668565°B 2,026901°T | RI-51-0004979       | 16-11-1983           | Iglesia de Santa María Jus del Castillo · Upload image          |
| Nhà thờ Santo Sepulcro (Estella)        | Di tích Kiến trúc tôn giáo Nhà thờ Kiến trúc: Románico và Kiến trúc Gothic  | Estella  | 42°40′11″B 2°01′31″T / 42,669683°B 2,025279°T | RI-51-0000760       | 03-06-1931           | Iglesia del Santo Sepulcro · Upload image                       |
| Cung điện Reyes Navarra (Estella)       | Di tích Kiến trúc dân sự Cung điện Kiểu: Románico                           | Estella  | 42°40′10″B 2°01′47″T / 42,669339°B 2,029803°T | RI-51-0000763       | 03-06-1931           | Palacio de los Reyes de Navarra · Upload image                  |
| Zona Castillos                          | Khu vực lịch sử                                                             | Estella  | 42°40′05″B 2°01′43″T / 42,667977°B 2,028598°T | RI-54-0000217       | 08-10-2007           | Zona de los Castillos · Upload image                            |

#### Etayo
| Tên                | Dạng                               | Địa điểm     | Tọa độ                                        | Số hồ sơ tham khảo? | Ngày nhận danh hiệu? | Hình ảnh     |
| ------------------ | ---------------------------------- | ------------ | --------------------------------------------- | ------------------- | -------------------- | ------------ |
| Nhà thờ San Andrés | Di tích Kiến trúc tôn giáo Nhà thờ | Etayo Learza | 42°36′59″B 2°10′45″T / 42,616318°B 2,179235°T | RI-51-0004999       | 28-12-1983           | Upload image |

#### Ezcabarte
| Tên                | Dạng                                              | Địa điểm       | Tọa độ                                        | Số hồ sơ tham khảo? | Ngày nhận danh hiệu? | Hình ảnh     |
| ------------------ | ------------------------------------------------- | -------------- | --------------------------------------------- | ------------------- | -------------------- | ------------ |
| Nhà thờ Parroquial | Di tích Kiến trúc tôn giáo Nhà thờ Kiểu: Románico | Ezcabarte Eusa | 42°51′56″B 1°37′52″T / 42,865664°B 1,631181°T | RI-51-0004991       | 07-12-1983           | Upload image |

### F

#### Fitero
| Tên                               | Dạng                                                       | Địa điểm | Tọa độ                                        | Số hồ sơ tham khảo? | Ngày nhận danh hiệu? | Hình ảnh                                         |
| --------------------------------- | ---------------------------------------------------------- | -------- | --------------------------------------------- | ------------------- | -------------------- | ------------------------------------------------ |
| Tu viện Santa María Real (Fitero) | Di tích Kiến trúc tôn giáo Tu viện Kiểu: Arte cisterciense | Fitero   | 42°03′22″B 1°51′25″T / 42,056217°B 1,856921°T | RI-51-0000757       | 03-06-1931           | Monasterio de Santa María la Real · Upload image |

#### Fontellas
| Tên             | Dạng                               | Địa điểm  | Tọa độ                                        | Số hồ sơ tham khảo? | Ngày nhận danh hiệu? | Hình ảnh                                                     |
| --------------- | ---------------------------------- | --------- | --------------------------------------------- | ------------------- | -------------------- | ------------------------------------------------------------ |
| Bocal Fontellas | Di tích Kiến trúc dân sự Cung điện | Fontellas | 42°01′37″B 1°33′40″T / 42,026937°B 1,561007°T | RI-51-0011146       | 23-01-2004           | Bocal de Fontellas (Canal Imperial de Aragón) · Upload image |

### G

#### Gallipienzo
| Tên                                             | Dạng                               | Địa điểm    | Tọa độ                                        | Số hồ sơ tham khảo? | Ngày nhận danh hiệu? | Hình ảnh                                              |
| ----------------------------------------------- | ---------------------------------- | ----------- | --------------------------------------------- | ------------------- | -------------------- | ----------------------------------------------------- |
| Gallipienzo#Arte, monumentos và lugares interés | Di tích Kiến trúc tôn giáo Nhà thờ | Gallipienzo | 42°31′29″B 1°24′43″T / 42,524676°B 1,412039°T | RI-51-0009039       | 21-11-1994           | Iglesia de San Salvador de Gallipienzo · Upload image |

#### Garayoa
| Tên                  | Dạng                            | Địa điểm | Tọa độ | Số hồ sơ tham khảo? | Ngày nhận danh hiệu? | Hình ảnh     |
| -------------------- | ------------------------------- | -------- | ------ | ------------------- | -------------------- | ------------ |
| Hórreo Nhà Maisterra | Di tích Kiến trúc dân sự Hórreo | Garayoa  |        | RI-51-0008228       | 24-05-1993           | Upload image |

#### Garínoain
| Tên                       | Dạng                                    | Địa điểm  | Tọa độ                                        | Số hồ sơ tham khảo? | Ngày nhận danh hiệu? | Hình ảnh     |
| ------------------------- | --------------------------------------- | --------- | --------------------------------------------- | ------------------- | -------------------- | ------------ |
| Nhà hoang Cristo Catalain | Di tích Kiến trúc tôn giáo Nơi hẻo lánh | Garínoain | 42°36′09″B 1°37′37″T / 42,602397°B 1,627012°T | RI-51-0008303       | 26-07-1993           | Upload image |

#### Garralda
| Tên                   | Dạng                            | Địa điểm | Tọa độ                                        | Số hồ sơ tham khảo? | Ngày nhận danh hiệu? | Hình ảnh     |
| --------------------- | ------------------------------- | -------- | --------------------------------------------- | ------------------- | -------------------- | ------------ |
| Hórreo Nhà Masamiguel | Di tích Kiến trúc dân sự Hórreo | Garralda | 42°56′48″B 1°17′22″T / 42,946611°B 1,289391°T | RI-51-0008229       | 24-05-1993           | Upload image |

#### Guesálaz
| Tên               | Dạng                               | Địa điểm         | Tọa độ                                       | Số hồ sơ tham khảo? | Ngày nhận danh hiệu? | Hình ảnh     |
| ----------------- | ---------------------------------- | ---------------- | -------------------------------------------- | ------------------- | -------------------- | ------------ |
| Cung điện Viguria | Di tích Kiến trúc dân sự Cung điện | Guesálaz Viguria | 42°45′22″B 1°54′29″T / 42,756074°B 1,90812°T | RI-51-0007019       | 05-03-2001           | Upload image |

#### Guirguillano
| Tên                         | Dạng                      | Địa điểm                              | Tọa độ                                       | Số hồ sơ tham khảo? | Ngày nhận danh hiệu? | Hình ảnh     |
| --------------------------- | ------------------------- | ------------------------------------- | -------------------------------------------- | ------------------- | -------------------- | ------------ |
| Tường Echarren Guirguillano | Di tích Kiến trúc quân sự | Guirguillano Echarren de Guirguillano | 42°43′26″B 1°52′40″T / 42,72378°B 1,877895°T | RI-51-0012356       | 22-06-1985           | Upload image |

### H

#### Uharte-Arakil
| Tên                  | Dạng                                 | Địa điểm                        | Tọa độ                                        | Số hồ sơ tham khảo? | Ngày nhận danh hiệu? | Hình ảnh                                                                      |
| -------------------- | ------------------------------------ | ------------------------------- | --------------------------------------------- | ------------------- | -------------------- | ----------------------------------------------------------------------------- |
| Mộ San Miguel Aralar | Di tích Kiến trúc tôn giáo Santuario | Huarte-Araquil Sierra de Aralar | 42°56′50″B 1°58′01″T / 42,947098°B 1,966899°T | RI-51-0000764       | 03-06-1931           | Iglesia Santuario de San Miguel In-Excelsis en el Monte Aralar · Upload image |
| Zamarce (Navarra)    | Di tích Kiến trúc tôn giáo Tu viện   | Huarte-Araquil                  | 42°55′26″B 1°57′45″T / 42,923769°B 1,962541°T | RI-51-0004968       | 26-10-1983           | Monasterio de Santa María de Zamarce · Upload image                           |

### I

#### Ibargoiti
| Tên            | Dạng                           | Địa điểm            | Tọa độ                                        | Số hồ sơ tham khảo? | Ngày nhận danh hiệu? | Hình ảnh     |
| -------------- | ------------------------------ | ------------------- | --------------------------------------------- | ------------------- | -------------------- | ------------ |
| Tháp Celigüeta | Di tích Kiến trúc quân sự Tháp | Ibargoiti Celigüeta | 42°40′35″B 1°24′36″T / 42,676377°B 1,409883°T | RI-51-0011005       | 25-06-1985           | Upload image |

#### Iza
| Tên                 | Dạng                                              | Địa điểm    | Tọa độ                                        | Số hồ sơ tham khảo? | Ngày nhận danh hiệu? | Hình ảnh     |
| ------------------- | ------------------------------------------------- | ----------- | --------------------------------------------- | ------------------- | -------------------- | ------------ |
| Hórreo Nhà Ballaz   | Di tích Kiến trúc dân sự Hórreo                   | Iza         |                                               | RI-51-0008230       | 24-05-1993           | Upload image |
| Nhà thờ San Vicente | Di tích Kiến trúc tôn giáo Nhà thờ Kiểu: Románico | Iza Larumbe | 42°54′31″B 1°46′02″T / 42,908538°B 1,767273°T | RI-51-0008291       | 26-07-1993           | Upload image |
| Tu viện Yarte       | Di tích Kiến trúc tôn giáo Tu viện Kiểu: Románico | Iza Lete    | 42°51′48″B 1°48′14″T / 42,863317°B 1,803825°T | RI-51-0010684       | 29-04-2002           | Upload image |

### J

#### Javier (nombre)
| Tên            | Dạng                                         | Địa điểm    | Tọa độ                                        | Số hồ sơ tham khảo? | Ngày nhận danh hiệu? | Hình ảnh                                        |
| -------------- | -------------------------------------------- | ----------- | --------------------------------------------- | ------------------- | -------------------- | ----------------------------------------------- |
| Lâu đài Javier | Di tích Kiến trúc quân sự Lâu đài            | Javier      | 42°35′38″B 1°12′57″T / 42,593935°B 1,215827°T | RI-51-0008672       | 02-02-1994           | Castillo de San Francisco Javier · Upload image |
| Lâu đài Peña   | Nhóm di tích lich sử Tình trạng: Đang đổ nát | Javier Peña | 42°29′39″B 1°17′59″T / 42,494255°B 1,299613°T | RI-53-0000396       | 01-09-1997           | Upload image                                    |

### L

#### Leoz
| Tên                         | Dạng                               | Địa điểm      | Tọa độ                                        | Số hồ sơ tham khảo? | Ngày nhận danh hiệu? | Hình ảnh     |
| --------------------------- | ---------------------------------- | ------------- | --------------------------------------------- | ------------------- | -------------------- | ------------ |
| Tòa nhà Civil               | Di tích Kiến trúc dân sự           | Leoz Iracheta |                                               | RI-51-0003784       | 01-12-1966           | Upload image |
| Nhà thờ Parroquial Asunción | Di tích Kiến trúc tôn giáo Nhà thờ | Leoz Olleta   | 42°35′05″B 1°32′22″T / 42,584663°B 1,539581°T | RI-51-0004971       | 02-11-1983           | Upload image |

#### Lesaka
| Tên                | Dạng    | Địa điểm | Tọa độ                                        | Số hồ sơ tham khảo? | Ngày nhận danh hiệu? | Hình ảnh     |
| ------------------ | ------- | -------- | --------------------------------------------- | ------------------- | -------------------- | ------------ |
| Cung điện Zabaleta | Di tích | Lesaca   | 43°14′47″B 1°42′12″T / 43,246512°B 1,703329°T | RI-51-0007320       | 14-12-1992           | Upload image |
| Tháp Minyunirea    | Di tích | Lesaca   |                                               | RI-51-0010208       | 18-05-1998           | Upload image |

#### Lodosa
| Tên                               | Dạng                           | Địa điểm                                                                                         | Tọa độ                                      | Số hồ sơ tham khảo? | Ngày nhận danh hiệu? | Hình ảnh                                                |
| --------------------------------- | ------------------------------ | ------------------------------------------------------------------------------------------------ | ------------------------------------------- | ------------------- | -------------------- | ------------------------------------------------------- |
| Ruinas Acueducto Romano Calahorra | Khu khảo cổ Di tích La Mã      | Lodosa và Alcanadre và (La Rioja (Tây Ban Nha)) Se encuentra entre los dos términos municipales. | 42°25′09″B 2°06′38″T / 42,41917°B 2,11056°T | RI-55-0000079       | 15-01-1970           | Ruinas del Acueducto Romano de Calahorra · Upload image |
| Tháp Sartaguda hay Rada           | Di tích Kiến trúc quân sự Tháp | Lodosa                                                                                           | 42°22′54″B 2°04′24″T / 42,381755°B 2,0733°T | RI-51-0012357       | 25-06-1985           | Upload image                                            |

#### Lónguida - Longida
| Tên             | Dạng                            | Địa điểm          | Tọa độ                                        | Số hồ sơ tham khảo? | Ngày nhận danh hiệu? | Hình ảnh     |
| --------------- | ------------------------------- | ----------------- | --------------------------------------------- | ------------------- | -------------------- | ------------ |
| Hórreo Erdozáin | Di tích Kiến trúc dân sự Hórreo | Lónguida Erdozáin |                                               | RI-51-0008227       | 24-05-1993           | Upload image |
| Tháp Ayanz      | Di tích Kiến trúc quân sự Tháp  | Lónguida Ayanz    | 42°45′10″B 1°22′48″T / 42,752768°B 1,379946°T | RI-51-0008220       | 24-05-1993           | Upload image |

#### Los Arcos
| Tên                       | Dạng                               | Địa điểm  | Tọa độ                                        | Số hồ sơ tham khảo? | Ngày nhận danh hiệu? | Hình ảnh                                           |
| ------------------------- | ---------------------------------- | --------- | --------------------------------------------- | ------------------- | -------------------- | -------------------------------------------------- |
| Nhà thờ Santa María Arcos | Di tích Kiến trúc tôn giáo Nhà thờ | Los Arcos | 42°34′08″B 2°11′34″T / 42,568815°B 2,192863°T | RI-51-0007428       | 26-07-1993           | Iglesia de Santa María de los Arcos · Upload image |

#### Lumbier
| Tên                        | Dạng                               | Địa điểm | Tọa độ                                        | Số hồ sơ tham khảo? | Ngày nhận danh hiệu? | Hình ảnh                                     |
| -------------------------- | ---------------------------------- | -------- | --------------------------------------------- | ------------------- | -------------------- | -------------------------------------------- |
| Nhà thờ Parroquial Lumbier | Di tích Kiến trúc tôn giáo Nhà thờ | Lumbier  | 42°39′10″B 1°18′26″T / 42,652811°B 1,307206°T | RI-51-0003872       | 07-03-1972           | Iglesia Parroquial de Lumbier · Upload image |

### M

#### Marcilla
| Tên                      | Dạng                                                     | Địa điểm                 | Tọa độ                                        | Số hồ sơ tham khảo? | Ngày nhận danh hiệu? | Hình ảnh                            |
| ------------------------ | -------------------------------------------------------- | ------------------------ | --------------------------------------------- | ------------------- | -------------------- | ----------------------------------- |
| Lâu đài palacio Marcilla | Di tích Kiến trúc quân sự Lâu đài Kiểu: Kiến trúc Gothic | Marcilla Plaza de España | 42°19′36″B 1°44′19″T / 42,326686°B 1,738635°T | RI-51-0012358       | 25-06-1985           | Castillo de Marcilla · Upload image |

#### Mendigorría
| Tên             | Dạng                      | Địa điểm    | Tọa độ                                        | Số hồ sơ tham khảo? | Ngày nhận danh hiệu? | Hình ảnh                             |
| --------------- | ------------------------- | ----------- | --------------------------------------------- | ------------------- | -------------------- | ------------------------------------ |
| Khu vực Andelos | Khu khảo cổ Di tích La Mã | Mendigorría | 42°35′57″B 1°51′33″T / 42,599136°B 1,859086°T | RI-55-0000495       | 05-06-1995           | Yacimiento de Andelos · Upload image |

#### Muruzábal
| Tên                        | Dạng                                              | Địa điểm         | Tọa độ                                        | Số hồ sơ tham khảo? | Ngày nhận danh hiệu? | Hình ảnh                                        |
| -------------------------- | ------------------------------------------------- | ---------------- | --------------------------------------------- | ------------------- | -------------------- | ----------------------------------------------- |
| Nhà thờ Santa María Eunate | Di tích Kiến trúc tôn giáo Nhà thờ Kiểu: Románico | Muruzábal Eunate | 42°40′20″B 1°45′42″T / 42,672229°B 1,761632°T | RI-51-0000770       | 03-06-1931           | Iglesia de Santa María de Eunate · Upload image |

### N

#### Navascués
| Tên                       | Dạng                                              | Địa điểm  | Tọa độ                                        | Số hồ sơ tham khảo? | Ngày nhận danh hiệu? | Hình ảnh                                        |
| ------------------------- | ------------------------------------------------- | --------- | --------------------------------------------- | ------------------- | -------------------- | ----------------------------------------------- |
| Nhà thờ Santa María Campo | Di tích Kiến trúc tôn giáo Nhà thờ Kiểu: Románico | Navascués | 42°43′13″B 1°07′19″T / 42,720367°B 1,122048°T | RI-51-0008292       | 26-07-1993           | Iglesia de Santa María del Campo · Upload image |

#### Noáin (Valle de Elorz) - Noain (Elortzibar)
| Tên         | Dạng                           | Địa điểm     | Tọa độ                                        | Số hồ sơ tham khảo? | Ngày nhận danh hiệu? | Hình ảnh                       |
| ----------- | ------------------------------ | ------------ | --------------------------------------------- | ------------------- | -------------------- | ------------------------------ |
| Tháp Yárnoz | Di tích Kiến trúc quân sự Tháp | Noáin Yárnoz | 42°42′44″B 1°32′57″T / 42,712239°B 1,549259°T | RI-51-0012365       | 25-06-1985           | Torre de Yárnoz · Upload image |

### O

#### Ochagavía
| Tên                               | Dạng                                              | Địa điểm  | Tọa độ                                        | Số hồ sơ tham khảo? | Ngày nhận danh hiệu? | Hình ảnh                                            |
| --------------------------------- | ------------------------------------------------- | --------- | --------------------------------------------- | ------------------- | -------------------- | --------------------------------------------------- |
| Nhà hoang Nuestra Señora Muskilda | Di tích Kiến trúc tôn giáo Nhà thờ Kiểu: Románico | Ochagavía | 42°54′55″B 1°05′08″T / 42,915216°B 1,085574°T | RI-51-0008290       | 26-07-1993           | Ermita de Nuestra Señora de Muskilda · Upload image |

#### Olite
| Tên                      | Dạng                                                                                | Địa điểm                | Tọa độ                                        | Số hồ sơ tham khảo? | Ngày nhận danh hiệu? | Hình ảnh                                      |
| ------------------------ | ----------------------------------------------------------------------------------- | ----------------------- | --------------------------------------------- | ------------------- | -------------------- | --------------------------------------------- |
| Cung điện Real Olite     | Di tích Kiến trúc quân sự Lâu đài-palacio                                           | Olite                   | 42°28′54″B 1°38′58″T / 42,481674°B 1,649493°T | RI-51-0000306       | 17-01-1925           | Castillo Palacio Real · Upload image          |
| Olite                    | Khu phức hợp lịch sử                                                                | Olite                   | 42°28′52″B 1°39′03″T / 42,481213°B 1,650835°T | RI-53-0000473       | 30-05-1995           | Conjunto Histórico de Olite · Upload image    |
| Nhà thờ San Pedro        | Di tích Kiến trúc tôn giáo Nhà thờ Kiến trúc: Románico, Kiến trúc Gothic và Baroque | Olite                   | 42°28′49″B 1°38′53″T / 42,480248°B 1,647984°T | RI-51-0004167       | 07-04-1975           | Iglesia de San Pedro · Upload image           |
| Nhà thờ Santa María Real | Di tích Kiến trúc tôn giáo Nhà thờ Kiểu: Kiến trúc Gothic                           | Olite Plaza Teobaldos 1 | 42°28′54″B 1°39′01″T / 42,481547°B 1,65033°T  | RI-51-0000307       | 17-01-1925           | Iglesia de Santa María la Real · Upload image |

#### Olóriz
| Tên                      | Dạng                                                   | Địa điểm      | Tọa độ                                        | Số hồ sơ tham khảo? | Ngày nhận danh hiệu? | Hình ảnh                                     |
| ------------------------ | ------------------------------------------------------ | ------------- | --------------------------------------------- | ------------------- | -------------------- | -------------------------------------------- |
| Nhà thờ San Pedro Echano | Di tích Kiến trúc tôn giáo Nơi hẻo lánh Kiểu: Románico | Olóriz Echano | 42°38′02″B 1°35′30″T / 42,633942°B 1,591686°T | RI-51-0008305       | 26-07-1993           | Ermita de San Pedro de Echano · Upload image |

#### Orbaitzeta
| Tên                          | Dạng                            | Địa điểm                 | Tọa độ                                       | Số hồ sơ tham khảo? | Ngày nhận danh hiệu? | Hình ảnh                        |
| ---------------------------- | ------------------------------- | ------------------------ | -------------------------------------------- | ------------------- | -------------------- | ------------------------------- |
| Real Fábrica Armas Orbaiceta | Di tích Kiến trúc công nghiệp   | Orbaiceta Barrio Larraun | 43°00′33″B 1°13′41″T / 43,00914°B 1,228068°T | RI-51-0012022       | 15-07-2008           | Fábrica de Armas · Upload image |
| Hórreo Nhà Estanquero        | Di tích Kiến trúc dân sự Hórreo | Orbaiceta                |                                              | RI-51-0008233       | 24-05-1993           | Upload image                    |
| Hórreo Nhà Etxegaray         | Di tích Kiến trúc dân sự Hórreo | Orbaiceta                |                                              | RI-51-0008232       | 24-05-1993           | Upload image                    |
| Hórreo Nhà Larrañeta         | Di tích Kiến trúc dân sự Hórreo | Orbaiceta                |                                              | RI-51-0008234       | 24-05-1993           | Upload image                    |

#### Orbara
| Tên              | Dạng                            | Địa điểm | Tọa độ | Số hồ sơ tham khảo? | Ngày nhận danh hiệu? | Hình ảnh                         |
| ---------------- | ------------------------------- | -------- | ------ | ------------------- | -------------------- | -------------------------------- |
| Hórreo Nhà Jabat | Di tích Kiến trúc dân sự Hórreo | Orbara   |        | RI-51-0008235       | 24-05-1993           | Hórreo Casa Jabat · Upload image |

#### Orísoain
| Tên                             | Dạng                                                   | Địa điểm | Tọa độ                                       | Số hồ sơ tham khảo? | Ngày nhận danh hiệu? | Hình ảnh     |
| ------------------------------- | ------------------------------------------------------ | -------- | -------------------------------------------- | ------------------- | -------------------- | ------------ |
| Nhà thờ San Martín và su Cripta | Di tích Kiến trúc tôn giáo Nơi hẻo lánh Kiểu: Románico | Orisoain | 42°36′06″B 1°36′16″T / 42,601688°B 1,60435°T | RI-51-0004364       | 01-06-1979           | Upload image |

#### Oteiza
| Tên                | Dạng                            | Địa điểm        | Tọa độ                                       | Số hồ sơ tham khảo? | Ngày nhận danh hiệu? | Hình ảnh     |
| ------------------ | ------------------------------- | --------------- | -------------------------------------------- | ------------------- | -------------------- | ------------ |
| Cung điện Baigorri | Di tích Tình trạng: Đang đổ nát | Oteiza Baigorri | 42°33′49″B 1°58′12″T / 42,56357°B 1,970085°T | RI-51-0012359       | 25-06-1985           | Upload image |

### P

#### Pamplona
| Tên                                                       | Dạng                                                      | Địa điểm                             | Tọa độ                                        | Số hồ sơ tham khảo? | Ngày nhận danh hiệu? | Hình ảnh                                                        |
| --------------------------------------------------------- | --------------------------------------------------------- | ------------------------------------ | --------------------------------------------- | ------------------- | -------------------- | --------------------------------------------------------------- |
| Cámara Comptos Navarra                                    | Di tích Kiểu: Kiến trúc Gothic                            | Pamplona Calle Ansoleaga, 10         | 42°49′03″B 1°38′45″T / 42,817471°B 1,645731°T | RI-51-0000008       | 16-01-1868           | Cámara de los Comptos · Upload image                            |
| Nhà thờ chính tòa Pamplona                                | Di tích Kiến trúc tôn giáo Catedral                       | Pamplona                             | 42°49′10″B 1°38′28″T / 42,819551°B 1,641238°T | RI-51-0000755       | 03-06-1931           | Catedral de Santa María la Real de Pamplona · Upload image      |
| Tu viện Agustinas Recoletas                               | Di tích Kiến trúc tôn giáo Tu viện                        | Pamplona Plaza de las Recoletas      | 42°49′03″B 1°38′59″T / 42,8176°B 1,649804°T   | RI-51-0011004       | 29-04-2002           | Convento de Agustinas Recoletas · Upload image                  |
| Ciudadela Pamplona                                        | Di tích Kiến trúc phòng thủ Fortaleza de Traza italiana   | Pamplona                             | 42°48′43″B 1°38′58″T / 42,811975°B 1,649418°T | RI-51-0003896       | 08-02-1973           | Ciudadela de Pamplona · Upload image                            |
| Pamplona                                                  | Khu phức hợp lịch sử                                      | Pamplona                             | 42°49′03″B 1°38′37″T / 42,817489°B 1,643545°T | RI-53-0000094       | 06-04-1968           | Conjunto Histórico del Casco Antiguo de Pamplona · Upload image |
| Tòa nhà sito ở calle General Chinchilla Nº 7              | Di tích Kiến trúc dân sự                                  | Pamplona                             | 42°48′53″B 1°38′52″T / 42,81459°B 1,647767°T  | RI-51-0004974       | 11-11-1983           | Upload image                                                    |
| Fuerte San Cristóbal (Navarra) (Fuerte San Cristóbal)     | Di tích Kiến trúc quân sự Fortaleza                       | Pamplona Monte de San Cristóbal      | 42°51′21″B 1°39′55″T / 42,855969°B 1,66538°T  | RI-51-0010464       | 16-11-2001           | Fuerte Alfonso XII · Upload image                               |
| Fuerte Principal                                          | Di tích                                                   | Pamplona                             |                                               | RI-51-0001098       | 25-09-1939           | Upload image                                                    |
| Nhà thờ San Nicolás (Pamplona)                            | Di tích Kiến trúc tôn giáo Nhà thờ                        | Pamplona                             | 42°48′57″B 1°38′42″T / 42,815745°B 1,644923°T | RI-51-0011563       | 15-05-2006           | Iglesia de San Nicolás · Upload image                           |
| Nhà thờ San Saturnino (Pamplona) (San Cernin)             | Di tích Kiến trúc tôn giáo Nhà thờ Kiểu: Kiến trúc Gothic | Pamplona                             | 42°49′05″B 1°38′42″T / 42,818029°B 1,644936°T | RI-51-0008989       | 11-09-1995           | Iglesia San Saturnino (San Cernin) · Upload image               |
| Tường thành renacentistas Pamplona                        | Di tích Kiến trúc phòng thủ                               | Pamplona                             | 42°49′18″B 1°38′26″T / 42,821573°B 1,640648°T | RI-51-0001097       | 25-09-1939           | Murallas renacentistas de Pamplona · Upload image               |
| Bảo tàng Navarra                                          | Di tích Kiến trúc dân sự Bảo tàng Kiểu: Phục Hưng         | Pamplona Cuesta de Santo Domingo, 47 | 42°49′10″B 1°38′46″T / 42,819403°B 1,646239°T | RI-51-0001390       | 01-03-1962           | Museo de Navarra · Upload image                                 |
| Cung điện Reyes Navarra (Archivo Real và General Navarra) | Di tích Kiến trúc dân sự Cung điện                        | Pamplona Junto al Río Arga           | 42°49′13″B 1°38′41″T / 42,820328°B 1,644684°T | RI-51-0009087       | 12-06-1995           | Palacio de los Reyes de Navarra · Upload image                  |
| Puente Magdalena                                          | Di tích Cầu medieval                                      | Pamplona                             | 42°49′15″B 1°38′17″T / 42,820949°B 1,638051°T | RI-51-0001099       | 25-09-1939           | Puente de la Magdalena · Upload image                           |
| Puente Miluze                                             | Di tích Cầu medieval                                      | Pamplona                             | 42°49′05″B 1°40′49″T / 42,818185°B 1,680291°T | RI-51-0001101       | 25-09-1939           | Puente de Miluze · Upload image                                 |
| Puente San Pedro                                          | Di tích Cầu de origen romano                              | Pamplona                             | 42°49′26″B 1°38′37″T / 42,82387°B 1,643732°T  | RI-51-0001100       | 25-09-1939           | Puente de San Pedro · Upload image                              |
| Cung điện Condestable                                     | Di tích Kiến trúc dân sự Cung điện                        | Pamplona Calle Mayor 2               | 42°49′06″B 1°38′44″T / 42,818319°B 1,645496°T | RI-51-0009735       | 27-10-1997           | Palacio del Condestable · Upload image                          |

#### Puente la Reina
| Tên                                              | Dạng                               | Địa điểm                          | Tọa độ                                        | Số hồ sơ tham khảo? | Ngày nhận danh hiệu? | Hình ảnh                                                                      |
| ------------------------------------------------ | ---------------------------------- | --------------------------------- | --------------------------------------------- | ------------------- | -------------------- | ----------------------------------------------------------------------------- |
| Camino Francés (En tramo Puente Reina ở Navarra) | Khu phức hợp lịch sử               | Puente la Reina                   | 42°40′17″B 1°49′04″T / 42,671329°B 1,817756°T | RI-53-0000035       | 05-09-1962           | Camino de Santiago (En el tramo de Puente la Reina en Navarra) · Upload image |
| Nhà Cubiertos hay Regadío                        | Di tích                            | Puente la Reina Plaza Julián Mena |                                               | RI-51-0004251       | 22-06-1977           | Casa de los Cubiertos o del Regadío · Upload image                            |
| Puente Reina                                     | Khu phức hợp lịch sử               | Puente la Reina                   | 42°40′18″B 1°48′56″T / 42,671552°B 1,815582°T | RI-53-0000444       | 22-03-1993           | Conjunto Histórico de Puente la Reina · Upload image                          |
| Nhà thờ Santiago                                 | Di tích Kiến trúc tôn giáo Nhà thờ | Puente la Reina                   | 42°40′20″B 1°48′51″T / 42,672299°B 1,814286°T | RI-51-0000768       | 03-06-1931           | Iglesia de Santiago · Upload image                                            |
| Nhà thờ Crucifijo                                | Di tích Kiến trúc tôn giáo Nhà thờ | Puente la Reina                   | 42°40′23″B 1°48′39″T / 42,673014°B 1,810787°T | RI-51-0001126       | 27-07-1943           | Iglesia del Crucifijo · Upload image                                          |
| Puente sobre Arga                                | Di tích Cầu medieval               | Puente la Reina                   | 42°40′16″B 1°49′08″T / 42,671043°B 1,81883°T  | RI-51-0000769       | 03-06-1931           | Puente sobre el Arga · Upload image                                           |

### R

#### Roncesvalles
| Tên                                                         | Dạng                 | Địa điểm     | Tọa độ                                        | Số hồ sơ tham khảo? | Ngày nhận danh hiệu? | Hình ảnh                                                                        |
| ----------------------------------------------------------- | -------------------- | ------------ | --------------------------------------------- | ------------------- | -------------------- | ------------------------------------------------------------------------------- |
| Real Colegiata Santa María Roncesvalles và sus dependencias | Khu phức hợp lịch sử | Roncesvalles | 43°00′35″B 1°19′10″T / 43,009804°B 1,319489°T | RI-53-0000446       | 22-03-1993           | Real Colegiata de Santa María de Roncesvalles y sus dependencias · Upload image |

### S

#### San Martín de Unx
| Tên                      | Dạng                                      | Địa điểm          | Tọa độ                                        | Số hồ sơ tham khảo? | Ngày nhận danh hiệu? | Hình ảnh                                      |
| ------------------------ | ----------------------------------------- | ----------------- | --------------------------------------------- | ------------------- | -------------------- | --------------------------------------------- |
| Nhà thờ San Martín Tours | Di tích Kiến trúc tôn giáo Kiểu: Románico | San Martín de Unx | 42°31′32″B 1°33′39″T / 42,525516°B 1,560842°T | RI-51-0004987       | 30-11-1983           | Iglesia de San Martín de Tours · Upload image |

#### Sangüesa
| Tên                                        | Dạng                                      | Địa điểm | Tọa độ                                        | Số hồ sơ tham khảo? | Ngày nhận danh hiệu? | Hình ảnh                                                         |
| ------------------------------------------ | ----------------------------------------- | -------- | --------------------------------------------- | ------------------- | -------------------- | ---------------------------------------------------------------- |
| Sangüesa                                   | Khu phức hợp lịch sử                      | Sangüesa | 42°34′32″B 1°16′58″T / 42,575532°B 1,282693°T | RI-53-0000517       | 21-02-2000           | Conjunto Histórico de Sangüesa · Upload image                    |
| Nhà hoang San Adrián Vadoluengo            | Di tích Kiến trúc tôn giáo Kiểu: Románico | Sangüesa | 42°33′48″B 1°17′02″T / 42,563464°B 1,283961°T | RI-51-0004943       | 28-09-1983           | Upload image                                                     |
| Nhà thờ Santa María Real                   | Di tích Kiến trúc tôn giáo Kiểu: Románico | Sangüesa | 42°34′37″B 1°17′07″T / 42,577037°B 1,285301°T | RI-51-0000056       | 14-02-1889           | Iglesia de Santa María la Real · Upload image                    |
| Nhà thờ Parroquial Santiago Apóstol        | Di tích Kiến trúc tôn giáo Kiểu: Románico | Sangüesa | 42°34′31″B 1°16′58″T / 42,575189°B 1,282846°T | RI-51-0003893       | 30-10-1972           | Iglesia Parroquial de Santiago Apóstol · Upload image            |
| Tháp Batallador (Cung điện Príncipe Viana) | Di tích Kiến trúc quân sự Lâu đài         | Sangüesa | 42°34′38″B 1°17′01″T / 42,577238°B 1,283609°T | RI-51-0012360       | 25-06-1985           | Torres del Batallador (Palacio Príncipe de Viana) · Upload image |

#### Santacara
| Tên                  | Dạng                                                       | Địa điểm  | Tọa độ                                        | Số hồ sơ tham khảo? | Ngày nhận danh hiệu? | Hình ảnh                             |
| -------------------- | ---------------------------------------------------------- | --------- | --------------------------------------------- | ------------------- | -------------------- | ------------------------------------ |
| Lâu đài Santacara    | Di tích Kiến trúc quân sự Lâu đài ETình trạng: Đang đổ nát | Santacara | 42°22′37″B 1°33′20″T / 42,377024°B 1,555423°T | n/d                 | 22-04-1949           | Castillo de Santacara · Upload image |
| Khu vực Khảo cổ Cara | Khu khảo cổ Ciudad romana                                  | Santacara | 42°22′26″B 1°32′58″T / 42,374024°B 1,549432°T | RI-55-0000464       | 26-12-1994           | Upload image                         |

#### Doneztebe
| Tên                     | Dạng                           | Địa điểm    | Tọa độ                                        | Số hồ sơ tham khảo? | Ngày nhận danh hiệu? | Hình ảnh                                     |
| ----------------------- | ------------------------------ | ----------- | --------------------------------------------- | ------------------- | -------------------- | -------------------------------------------- |
| Villa Santesteban Lerín | Khu phức hợp lịch sử artístico | Santesteban | 43°07′53″B 1°40′14″T / 43,131319°B 1,670546°T | RI-53-0000254       | 26-03-1982           | Villa de Santesteban de Lerín · Upload image |

### T

#### Tafalla
| Tên                | Dạng    | Địa điểm | Tọa độ | Số hồ sơ tham khảo? | Ngày nhận danh hiệu? | Hình ảnh     |
| ------------------ | ------- | -------- | ------ | ------------------- | -------------------- | ------------ |
| Cung điện-castillo | Di tích | Tafalla  |        | RI-51-0000759       | 03-06-1931           | Upload image |

#### Tiebas-Muruarte de Reta
| Tên            | Dạng                                                      | Địa điểm                       | Tọa độ                                        | Số hồ sơ tham khảo? | Ngày nhận danh hiệu? | Hình ảnh                          |
| -------------- | --------------------------------------------------------- | ------------------------------ | --------------------------------------------- | ------------------- | -------------------- | --------------------------------- |
| Lâu đài Tiebas | Di tích Kiến trúc quân sự Lâu đài Tình trạng: Đang đổ nát | Tiebas-Muruarte de Reta Tiebas | 42°41′49″B 1°38′16″T / 42,696818°B 1,637897°T | RI-51-0009116       | 02-10-1995           | Castillo de Tiebas · Upload image |

#### Torralba Del Río
| Tên                              | Dạng                                    | Địa điểm         | Tọa độ                                        | Số hồ sơ tham khảo? | Ngày nhận danh hiệu? | Hình ảnh                                               |
| -------------------------------- | --------------------------------------- | ---------------- | --------------------------------------------- | ------------------- | -------------------- | ------------------------------------------------------ |
| Quần thể amurallado Torralba Río | Di tích Kiến trúc phòng thủ Tường thành | Torralba del Río | 42°36′28″B 2°19′50″T / 42,607647°B 2,330473°T | RI-51-0011017       | 29-04-2002           | Conjunto amurallado de Torralba del Río · Upload image |

#### Torres del Río
| Tên                    | Dạng                               | Địa điểm       | Tọa độ                                        | Số hồ sơ tham khảo? | Ngày nhận danh hiệu? | Hình ảnh                                  |
| ---------------------- | ---------------------------------- | -------------- | --------------------------------------------- | ------------------- | -------------------- | ----------------------------------------- |
| Nhà thờ Santo Sepulcro | Di tích Kiến trúc tôn giáo Nhà thờ | Torres del Río | 42°33′08″B 2°16′17″T / 42,552094°B 2,271434°T | RI-51-0000756       | 03-06-1931           | Iglesia del Santo Sepulcro · Upload image |

#### Tudela, Navarre
| Tên                                    | Dạng                                               | Địa điểm                | Tọa độ                                        | Số hồ sơ tham khảo? | Ngày nhận danh hiệu? | Hình ảnh                                         |
| -------------------------------------- | -------------------------------------------------- | ----------------------- | --------------------------------------------- | ------------------- | -------------------- | ------------------------------------------------ |
| Alcazaba và Lâu đài Tudela             | Khu khảo cổ                                        | Tudela                  | 42°04′02″B 1°36′25″T / 42,067115°B 1,606914°T | RI-55-0000465       | 10-03-1997           | Upload image                                     |
| Tudela, Navarre                        | Khu phức hợp lịch sử                               | Tudela                  | 42°03′47″B 1°36′21″T / 42,063143°B 1,605924°T | RI-53-0000436       | 06-04-1992           | Conjunto Histórico de Tudela · Upload image      |
| Nhà thờ Tudela                         | Di tích Kiến trúc tôn giáo Catedral                | Tudela                  | 42°03′49″B 1°36′19″T / 42,063624°B 1,605227°T | RI-51-0000044       | 16-12-1884           | Colegiata de Santa María · Upload image          |
| Nhà thờ Santa María Magdalena (Tudela) | Di tích Kiến trúc tôn giáo Nhà thờ                 | Tudela                  | 42°03′54″B 1°36′14″T / 42,06493°B 1,604001°T  | RI-51-0005001       | 28-12-1983           | Iglesia de Santa María Magdalena · Upload image  |
| Cung điện Marqués Huarte (Tudela)      | Di tích Kiến trúc dân sự Cung điện Kiểu: Baroque   | Tudela c. Herrerías, 14 | 42°03′46″B 1°36′27″T / 42,062728°B 1,607472°T | RI-51-0006921       | 15-12-1989           | Upload image                                     |
| Cung điện Marqués San Adrián (Tudela)  | Di tích Kiến trúc dân sự Cung điện Kiểu: Phục Hưng | Tudela, Navarre         | 42°03′48″B 1°36′15″T / 42,063291°B 1,604174°T | RI-51-0008667       | 21-11-1994           | Palacio del Marqués de San Adrián · Upload image |
|                                        | Di tích Kiến trúc quân sự Tháp                     | Tudela, Navarre         | 42°03′31″B 1°36′23″T / 42,058745°B 1,606307°T | RI-51-0012361       | 25-06-1985           | Torre de Monreal · Upload image                  |

#### Tulebras
| Tên                                                | Dạng                               | Địa điểm | Tọa độ                                        | Số hồ sơ tham khảo? | Ngày nhận danh hiệu? | Hình ảnh                                                                    |
| -------------------------------------------------- | ---------------------------------- | -------- | --------------------------------------------- | ------------------- | -------------------- | --------------------------------------------------------------------------- |
| Monasterio de Santa María de la Caridad (Tulebras) | Di tích Kiến trúc tôn giáo Tu viện | Tulebras | 41°58′36″B 1°40′33″T / 41,976667°B 1,675833°T | RI-51-0009017       | 21-11-1994           | Real Monasterio Cisterciense de Nuestra Señora de la Caridad · Upload image |

### U

#### Ujué
| Tên                                      | Dạng    | Địa điểm | Tọa độ | Số hồ sơ tham khảo? | Ngày nhận danh hiệu? | Hình ảnh                           |
| ---------------------------------------- | ------- | -------- | ------ | ------------------- | -------------------- | ---------------------------------- |
| Iglesia-fortaleza de Santa María de Ujué | Di tích | Ujué     |        | RI-51-0001094       | 26-06-1936           | Santa María de Ujué · Upload image |

#### Unciti
| Tên                         | Dạng    | Địa điểm      | Tọa độ | Số hồ sơ tham khảo? | Ngày nhận danh hiệu? | Hình ảnh                                                 |
| --------------------------- | ------- | ------------- | ------ | ------------------- | -------------------- | -------------------------------------------------------- |
| Nhà thờ San Martín (Unciti) | Di tích | Unciti Artaiz |        | RI-51-0005000       | 28-12-1983           | Iglesia Parroquial de San Martín (Unciti) · Upload image |
| Tháp Artaiz                 | Di tích | Unciti Artaiz |        | RI-51-0012355       | 25-06-1985           | Upload image                                             |

#### Urdazubi/Urdax
| Tên          | Dạng                                         | Địa điểm | Tọa độ                                        | Số hồ sơ tham khảo? | Ngày nhận danh hiệu? | Hình ảnh                        |
| ------------ | -------------------------------------------- | -------- | --------------------------------------------- | ------------------- | -------------------- | ------------------------------- |
| Hang Alkerdi | Di tích Nghệ thuật đá Cultura: Magdaleniense | Urdax    | 43°16′05″B 1°30′32″T / 43,267919°B 1,508915°T | RI-51-0009074       | 25-05-1995           | Cueva de Alkerdi · Upload image |

#### Urraúl Alto
| Tên                              | Dạng    | Địa điểm             | Tọa độ | Số hồ sơ tham khảo? | Ngày nhận danh hiệu? | Hình ảnh                              |
| -------------------------------- | ------- | -------------------- | ------ | ------------------- | -------------------- | ------------------------------------- |
| Hórreo de Santa Fe               | Di tích | Urraúl Alto Santa Fe |        | RI-51-0008236       | 24-05-1993           | Hórreo de Santa Fe · Upload image     |
| Monasterio de Santa Fe (Navarra) | Di tích | Urraúl Alto          |        | RI-51-0008300       | 26-07-1993           | Monasterio de Santa Fe · Upload image |

#### Urraúl Bajo
| Tên               | Dạng    | Địa điểm                      | Tọa độ | Số hồ sơ tham khảo? | Ngày nhận danh hiệu? | Hình ảnh     |
| ----------------- | ------- | ----------------------------- | ------ | ------------------- | -------------------- | ------------ |
| Cung điện Artieda | Di tích | Urraúl Bajo Artieda (Navarra) |        | RI-51-0008219       | 24-05-1993           | Upload image |

### V

#### Yerri
| Tên                             | Dạng    | Địa điểm              | Tọa độ | Số hồ sơ tham khảo? | Ngày nhận danh hiệu? | Hình ảnh     |
| ------------------------------- | ------- | --------------------- | ------ | ------------------- | -------------------- | ------------ |
| Nhà thờ Santa María de Eguiarte | Di tích | Yerri Lácar (Navarra) |        | RI-51-0008304       | 26-07-1993           | Upload image |

#### Valtierra
| Tên        | Dạng    | Địa điểm  | Tọa độ | Số hồ sơ tham khảo? | Ngày nhận danh hiệu? | Hình ảnh     |
| ---------- | ------- | --------- | ------ | ------------------- | -------------------- | ------------ |
| La Torraza | Di tích | Valtierra |        | RI-51-0012363       | 25-06-1985           | Upload image |

#### Viana, Navarra
| Tên                         | Dạng                 | Địa điểm       | Tọa độ                                        | Số hồ sơ tham khảo? | Ngày nhận danh hiệu? | Hình ảnh                                   |
| --------------------------- | -------------------- | -------------- | --------------------------------------------- | ------------------- | -------------------- | ------------------------------------------ |
| Viana, Navarra              | Khu phức hợp lịch sử | Viana          | 42°30′54″B 2°22′19″T / 42,514887°B 2,371873°T | RI-53-0000398       | 05-10-1992           | Conjunto Histórico de Viana · Upload image |
| Nhà thờ Santa María (Viana) | Di tích Nhà thờ      | Viana, Navarra | 42°30′55″B 2°22′18″T / 42,51518°B 2,371539°T  | RI-51-0000766       | 03-06-1931           | Iglesia de Santa María · Upload image      |

#### Villamayor de Monjardín
| Tên                         | Dạng            | Địa điểm                | Tọa độ                                        | Số hồ sơ tham khảo? | Ngày nhận danh hiệu? | Hình ảnh                                           |
| --------------------------- | --------------- | ----------------------- | --------------------------------------------- | ------------------- | -------------------- | -------------------------------------------------- |
| Lâu đài San Esteban de Deyo | Di tích Lâu đài | Villamayor de Monjardín | 42°38′01″B 2°06′23″T / 42,633738°B 2,106256°T | RI-51-0012364       | 25-06-1985           | Castillo de Villamayor de Monjardín · Upload image |

#### Hiriberri
| Tên                  | Dạng    | Địa điểm  | Tọa độ | Số hồ sơ tham khảo? | Ngày nhận danh hiệu? | Hình ảnh     |
| -------------------- | ------- | --------- | ------ | ------------------- | -------------------- | ------------ |
| Hórreo Casa Jauki    | Di tích | Hiriberri |        | RI-51-0008237       | 24-05-1993           | Upload image |
| Hórreo Casa Portal   | Di tích | Hiriberri |        | RI-51-0008238       | 24-05-1993           | Upload image |
| Hórreo Casa Reca     | Di tích | Hiriberri |        | RI-51-0008239       | 24-05-1993           | Upload image |
| Hórreo Casa Elizondo | Di tích | Hiriberri |        | RI-51-0008240       | 24-05-1993           | Upload image |

### Y

#### Yesa
| Tên                 | Dạng            | Địa điểm | Tọa độ                                        | Số hồ sơ tham khảo? | Ngày nhận danh hiệu? | Hình ảnh                                           |
| ------------------- | --------------- | -------- | --------------------------------------------- | ------------------- | -------------------- | -------------------------------------------------- |
| Monasterio de Leyre | Di tích Tu viện | Yesa     | 42°38′08″B 1°10′18″T / 42,635433°B 1,171803°T | RI-51-0000007       | 16-10-1867           | Monasterio de San Salvador de Leyre · Upload image |

### Z

#### Zabalza
| Tên                | Dạng    | Địa điểm | Tọa độ | Số hồ sơ tham khảo? | Ngày nhận danh hiệu? | Hình ảnh     |
| ------------------ | ------- | -------- | ------ | ------------------- | -------------------- | ------------ |
| Hórreo Casa Estoki | Di tích | Zabalza  |        | RI-51-0008241       | 24-05-1993           | Upload image |

#### Zizur Mayor
| Tên                                      | Dạng    | Địa điểm    | Tọa độ | Số hồ sơ tham khảo? | Ngày nhận danh hiệu? | Hình ảnh                                                              |
| ---------------------------------------- | ------- | ----------- | ------ | ------------------- | -------------------- | --------------------------------------------------------------------- |
| Nhà thờ San Andrés Apóstol (Zizur Mayor) | Di tích | Zizur Mayor |        | RI-51-0003914       | 13-07-1973           | Iglesia Parroquial de San Andrés Apóstol (Zizur Mayor) · Upload image |

#### Zúñiga
| Tên                | Dạng    | Địa điểm | Tọa độ | Số hồ sơ tham khảo? | Ngày nhận danh hiệu? | Hình ảnh     |
| ------------------ | ------- | -------- | ------ | ------------------- | -------------------- | ------------ |
| Murallas de Zúñiga | Di tích | Zúñiga   |        | RI-51-0012366       | 25-06-1985           | Upload image |